# Bielefelder
Een Bielefelder is een kippenras, die valt in de categorie dubbeldoelrassen. Dit wil zeggen dat de kippen zowel voor de leg als voor vleesproductie gefokt zijn.
De hennen zijn uitstekende legsters van lichtbruine gespikkelde eieren.
Het ras dankt zijn naam aan de plaats waar het dier oorspronkelijk is gefokt: het Duitse Bielefeld. De kleur van dit ras is koekoekroodpatrijs.

## Kriel
De krielvorm van de Bielefelder is voortgekomen uit een kruising van Bielefelders met Amrock- en Welsumerkrielen. Behalve in grootte, verschillen de Bielefelderkrielen weinig van hun grotere rasgenoten.